# النداء الأخير إلى إسطنبول
النداء الأخير إلى إسطنبول (بالتركية: İstanbul İçin Son Çağrı)‏ هو فيلم تركي رومانسي من إنتاج شركة OGM، صدر على نتفليكس في 24 نوفمبر 2023. الفيلم من إخراج غونينتش أويانيك وتأليف نوران أفرن شيت، ويشارك في بطولته بيرين سات وكيفانش تاتليتوغ.

## القصة
تدور أحداث الفيلم، الذي ينتمي إلى فئة الدراما الرومانسية، حول لقاء عفوي بين شخصين يُدعيان "محمد" و"سيرين" في مطار جون كينيدي الدولي في نيويورك. هذا اللقاء غير المتوقع يقودهما إلى مغامرة مثيرة، حيث يقضيان أجمل لحظات حياتهما معاً ويقعان في حب عميق. لكن هناك عقبة واحدة تواجههما: كلاهما متزوج! فكيف سيتعاملان مع هذه المشكلة للبقاء سوياً؟

## الممثلون
- بيرين سات في دور سيرين
- كيفانش تاتليتوغ في دور محمد
- سنان كارا في دور المعالج النفسي
- علي غوتشلو شيمشك
- كان دوزارات
- بارلاس تان أوزيميك

## وصلات خارجية
- النداء الأخير إلى إسطنبول على موقع IMDb (الإنجليزية)
- النداء الأخير إلى إسطنبول على موقع روتن توميتوز (الإنجليزية)
- النداء الأخير إلى إسطنبول على موقع نتفليكس (الإنجليزية)
- النداء الأخير إلى إسطنبول على موقع قاعدة بيانات الفيلم (الإنجليزية)
- النداء الأخير إلى إسطنبول على موقع ليتربوكسد (الإنجليزية)